# 무릎과 무릎 사이
"무릎과 무릎 사이"는 이장호 감독의 1984년작 영화이다.

## 줄거리
음대생인 자영은 어린 시절 어머니의 과보호로 충동 자체를 죄악시한다. 어느날 밤 알 수 없는 전화에 의해 자영의 잠자고 있던 성충동이 깨어나고 제과점에서 변태적인 남자의 시선에 의해 무릎에 참을 수 없는 쾌감을 느끼게 되는데...

## 캐스팅
- 이보희 : 자영 역
- 안성기 : 조빈 역
- 임성민
- 이혜영 : 보영 역
- 나한일
- 강재일
- 김인문 : 자영 부 역
- 태현실 : 자영 모 역
- 이인옥
- 김태환
- 박영노
- 양일민
- 김지영 : 자영네 가정부 역
- 조학자
- 최승희 : 명창 역 (특별출연)
- 김득수 : 고수 역 (특별출연)